# 懷克勒 (夏威夷州)
懷克勒（英語：Waikele）是位於美國夏威夷州檀香山縣的一個人口普查指定地區。

## 地理
懷克勒的座標為21°24′09″N 158°00′20″W / 21.40250°N 158.00556°W，而該地最高點為海拔高度67米（即220英尺）。

## 人口
根據2010年美國人口普查的數據，懷克勒的面積為2.80平方千米，均為陸地。當地共有人口7479人，而人口密度為每平方千米2,671.07人。